# С унынием в лице
«С унынием в лице» — американский художественный фильм . Продолжение фильма «Дым».

## Сюжет
Мы видим Огги, философа по мироощущению, торгующего табаком.
Он по-прежнему на своём месте и всё так же снимает видео на углу улиц, где находится его магазинчик.
На этот раз вереница персонажей, проходящих через это место, многочисленней и разнообразней.
Многие из них говорят о себе и о Бруклине прямо в камеру. Других мы узнаем по их диалогам, поступкам, рассказам, снятым достаточно документально. Нужно очень любить этот город, чтобы снять такое кино, не связанное общим сюжетом. Это картинки, сценки из жизни — маленькие осколки мозаики, из которых наше воображение складывает общую картину, которую память позволяет увидеть как бы издалека.

## В ролях
| Актёр              | Роль                     |
| ------------------ | ------------------------ |
| Харви Кейтель      | Августус «Огги» Рен      |
| Виктор Арго        | Винни                    |
| Кит Дэвид          | Джекки Робинсон          |
| Джанкарло Эспозито | Томми                    |
| Майкл Джей Фокс    | Пит Мэлони               |
| Мэл Горхэм         | Виолет                   |
| Джаред Харрис      | Джимми Роуз              |
| Джим Джармуш       | Боб                      |
| Мадонна            | певица                   |
| Лу Рид             | человек в странных очках |
| Розанна Барр       | Дот                      |
| Мира Сорвино       | молодая леди             |